# Talent Unlimited High School
A Talent Unlimited High School é uma escola pública de artes cênicas, localizada no Upper East Side de Manhattan, em Nova Iorque.

## História
A escola começou como um programa piloto em janeiro de 1973. Os alunos fizeram cursos acadêmicos em suas escolas de ensino médio e frequentavam a Talent Unlimited à tarde. O diretor do programa foi John Motley, maestro do All City High School Chorus. A equipe de professores de música incluía Arlene Lieberman, Robert Vitale, H. L. Smith, II, Camilla Williams e Fred Norman. Essa primeira aula foi realizada na Gracie Mansion para o prefeito John V. Lindsay e Marian Anderson.

## Programas
A Talent Unlimited High School educa em cinco áreas das artes cênicas: música vocal, teatro musical, atuação, dança e música instrumental. Esses programas são ministrados por professores experientes e artistas convidados, que trabalham em suas áreas há mais de dez anos.

## Campus
Fica no Complexo Educacional Julia Richman, juntamente com outras cinco escolas: Urban Academy, Vanguard High School, P226M Junior High Annex, Ella Baker Elementary School e Manhattan International High School.

## Atividades extracurriculares
O Talent Unlimited Choir apareceu no programa da WCBS "Holiday in Bryant Park" em 2007 e 2008. Eles apoiaram os cantores da Broadway Norm Lewis e Carolee Carmello em 2007, e o ator da Broadway Cheyenne Jackson e o cantor de cabaré Michael Feinstein em 2008. Eles também se apresentaram em dezembro de 2009 no especial da NCM/Fathom "The Christmas Sweater — The Road to Redemption", que foi ao ar no Skirball Center for the Performing Arts em Nova Iorque e foi apresentado por Glenn Beck.

## Alunos notáveis
- Stephanie Andujar, atriz/cantora/dançarina
- Edward W. Hardy, compositor/violinista
- Mos Def, ator/comediante
- Julissa Bermudez
- Deemi, cantora/compositora
- Malik Yoba, ator/cantor
- Laurence Fishburne, ator/produtor
- Kadeem Hardison, ator/diretor
- Sheila E., cantora/baterista
- Brenda K. Starr, cantora/compositora
- Lisa Lisa (nascida Lisa Velez), cantora/música
- Gene Anthony Ray, ator/dançarino
- Corey Glover, cantor/ator
- Derrick Simmons, diretor/dublê
- Rosa Russ, cantora/compositora
- Arif St. Michael, cantor/compositor
- Michelle Fleet, dançarina
- Todd Williams, ator
- Solomon Hicks, guitarrista, cantor de blues
- Angela Bofill, cantora/compositora
- Julius P Williams, compositor, maestro, primeiro presidente afro-americano da Conductors Guild